# Катарина II (албум)
Катарина II је први албум српске рок групе Екатарина Велика. Албум је издат 1984. године, а у то време бенд носи назив Катарина II. Снимање албума започето је у Београду, али услед многобројних проблема, углавном везаних за квалитет услова рада, албум је снимљен и издат за словеначку дискографску кућу ZKP RTLJ.

## Песме
(Музика и аранжмани Катарина II, текстови Милан Младеновић осим тамо где је другачије назначено)
1. „Аут“ - 3:47
2. „Врт“ - 3:43 (текст: Д. Михајловић)
3. „Платформе“ - 3:01 (текст: Д. Михајловић)
4. „Радостан дан“ - 4:06
5. „Гето“ - 4:57
6. „Треба да се чисти“ - 3:32 (текст: M. Младеновић, Д. Михајловић)
7. „Ја знам“ - 3:09
8. „Кад кренем ка“ - 4:59 (текст: M. Младеновић, М. Стефановић, Б. Печар)
9. „Треба да се чисти 2“ (Инструментал) - 2:48
10. „Јесен“ - 4:58

## Музичари

### Чланови групе
- Милан Младеновић - гитара, глас
- Драгомир Михајловић - гитара
- Маргита Стефановић - клавијатуре
- Бојан Печар - бас-гитара
- Иван Вдовић - бубњеви

### Гости
- Марио Челик (Филм) - конге
- Јуриј Новоселић (Филм) - саксофон